# Archeria
Archeria, rod vrjesovki smješten u vlastiti tribus Archerieae, dio potporodice Epacridoideae. Opisan je 1857. a novi tribus 1998. godine. Pripada mu 6 vrsta iz Novog Zelanda (na oba otoka) i Tasmanije.

## Vrste
1. Archeria combrei Melville
2. Archeria eriocarpa Hook.f.
3. Archeria hirtella Hook.f.
4. Archeria racemosa Hook.f.
5. Archeria serpyllifolia Hook.f.
6. Archeria traversii Hook.f.